# Fabio Costantini
Fabio Costantini (Staffolo, 1575 circa – Tivoli?, nel o dopo il 1644) è stato un cantore, compositore ed editore musicale italiano.

## Biografia
Fabio Costantini, fratello di Alessandro Costantini e nonno di Vincenzo Albrici, iniziò l'attività musicale come bambino cantore, divenendo poi tenore in Cappella Giulia, dove rimase sino al 1610. Cantò anche a S. Luigi dei Francesi verso il 1605.
Tra il 1610 e il 1614 fu maestro di cappella del duomo di Orvieto; negli anni fra il 1615 e il 1618 ricoprì lo stesso incarico nella basilica di Santa Maria in Trastevere a Roma.
Tornò a Orvieto dal 1618 al 1622, dove pubblicò le sue composizioni di musica profana, dedicando il secondo libro al cardinale Crescentio, vescovo di Orvieto; nella residenza del cardinale, Costantini eseguì infatti più volte alcune delle proprie musiche.
Dal 1625 al 1626 fu maestro presso il Santuario di Loreto. Una sua lettera del 26 settembre 1629 a Carlo Barberini indica che occupò il medesimo incarico alla cattedrale di Ferrara nel 1628; secondo il frontespizio dei Salmi, hinni et Magnificat concertati, occupò un impiego simile presso la Compagnia del SS. Rosario ad Ancona nel 1630. La dedica della sua pubblicazione successiva rivela che era ad Ancona prima del 1626–8, e che dal 1634 fu al servizio del Cardinal Pallotta a Ferrara.
Dopo essere tornato per due mesi al servizio di S. Maria in Trastevere, nel 1635 fu nominato maestro della cattedrale di Rieti, ma tenne per breve tempo anche questo impiego (non più di quattro mesi).
Nei suoi Salmi, Magnificat e motetti … libro sesto de salmi del 1639, è descritto come cittadino di Orvieto e ‘conservatore’ della città; Costantini fu maestro della cattedrale dal 1636.
Dal novembre 1642 fu infine maestro al duomo di Tivoli e, poiché la documentazione a lui relativa termina nel 1644, si ritiene che la sua morte sia avvenuta in quel periodo.
L'attività editoriale di Fabio Costantini fu rilevante e contribuì significativamente alla diffusione della musica romana del primo Seicento.
Come musicista, Costantini predilesse lo stile concertato; tutte le sue composizioni sono con il basso continuo, secondo lo stile e il gusto dell'epoca.

## Edizioni musicali
Tra parentesi sono indicate le composizioni di Costantini
- Selectae cantiones, Roma, 1614, (2 mottetti);
- Raccolta de' salmi, Napoli, 1615, (1 salmo);
- Selectae cantiones … liber primus, Roma, 1616, (2 mottetti);
- Scelta di motetti … libro secondo, Roma, 1618, (4 mottetti);
- Scelta de salmi, Magnificat, Antifone … et Litaniae della Madonna, Orvieto, 1620, (1 antifona e 1 salmo);
- Salmi, Magnificat et motetti, Orvieto, 1621, (1 salmo e 1 mottetto];
- Ghirlandetta amorosa, arie, madrigali, e sonetti … libro primo, Orvieto, 1621, (8 composizioni);
- L'aurata Cintia armonica, arie madrigali, dialogi, e villanelle… libro secondo, Orvieto, 1622, (5 composizioni);
- Motetti … libro terzo, perduto;
- Salmi, hinni et Magnificat concertati, Venezia, 1630, (5 salmi, 1 inno e 1 Magnificat);
- Motetti … libro quarto, Venezia, 1634, (23 mottetti);
- Salmi, Magnificat e motetti … libro sesto de salmi, Orvieto, 1639, (2 salmi e 2 mottetti)

## Opere
- Litanie, 1626
- Miscellanea di composizioni diverse (canzoni, madrigali, canoni, danze)